# VI Правительство Азербайджана
VI Правительство Азербайджана — Кабинет Министров Азербайджана, сформированный после президентских выборов, состоявшихся в Азербайджане 15 октября 2008 года. Распоряжением победившего на президентских выборах Ильхам Алиева от 24 октября 2008 года члены Кабинета министров были отправлены в отставку, а подписанным 31 октября Распоряжением сформирован новый Кабинет министров.

## Кабинет Министров[2]

### Министры
| Должность                             | Ф.И.О.                          | Начало полномочий | Конец полномочий | Партия | Партия                |
| ------------------------------------- | ------------------------------- | ----------------- | ---------------- | ------ | --------------------- |
| Министр внутренних дел                | Усубов Рамиль Идрис оглы        | 31 октября 2008   | 22 октября 2013  |        | Беспартийный          |
| Министр экологии и природных ресурсов | Багиров Гусейнгулу Сеид оглы    | 31 октября 2008   | 22 октября 2013  |        | Новый Азербайджан YAP |
| Министр промышленности и энергетики   | Алиев Натиг Агаами оглу         | 31 октября 2008   | 22 октября 2013  |        | Беспартийный          |
| Министр юстиции                       | Мамедов Фикрет Фаррух оглы      | 31 октября 2008   | 22 октября 2013  |        | Беспартийный          |
| Министр труда и социальной защиты     | Алекперов Физули Гасан оглы     | 31 октября 2008   | 22 октября 2013  |        | Новый Азербайджан     |
| Министр по чрезвычайным ситуациям     | Гейдаров Кямаледдин Фаттах оглы | 31 октября 2008   | 22 октября 2013  |        | Беспартийный          |
| Министр молодежи и спорта             | Рагимов Азад Ариф оглы          | 31 октября 2008   | 22 октября 2013  |        | Беспартийный          |
| Министр экономического развития       | Мустафаев Шахин Абдулла оглы    | 31 октября 2008   | 22 октября 2013  |        | Новый Азербайджан     |
| Министр сельского хозяйства           | Абасов Исмет Дурсун оглы        | 31 октября 2008   | 22 октября 2013  |        | Новый Азербайджан     |
| Министр финансов                      | Шарифов Самир Рауф оглы         | 31 октября 2008   | 22 октября 2013  |        | Беспартийный          |
| Министр культуры и туризма            | Гараев Абульфас Мурсал оглы     | 31 октября 2008   | 22 октября 2013  |        | Беспартийный          |
| Министр национальной безопасности     | Махмудов Эльдар Ахмед оглы      | 31 октября 2008   | 22 октября 2013  |        | Беспартийный          |
| Министр обороны                       | Абиев Сафар Ахундбала оглы      | 31 октября 2008   | 22 октября 2013  |        | Беспартийный          |
| Министр юстиции                       | Мамедов Фикрет Фаррух оглы      | 31 октября 2008   | 22 октября 2013  |        | Беспартийный          |
| Министр оборонной промышленности      | Джамалов Явер Талыб оглы        | 31 октября 2008   | 22 октября 2013  |        | Беспартийный          |
| Министр транспорта                    | Мамедов Зия Арзуман оглы        | 31 октября 2008   | 22 октября 2013  |        | Беспартийный          |
| Министр здравоохранения               | Ширалиев Октай Кязым оглы       | 31 октября 2008   | 22 октября 2013  |        | Новый Азербайджан     |
| Министр образования                   | Джаббаров Микаил Чингиз оглы    | 31 октября 2008   | 22 октября 2013  |        | Беспартийный          |
| Министр налогов                       | Мамедов Фазиль Асад оглы        | 31 октября 2008   | 22 октября 2013  |        | Беспартийный          |
| Министр иностранных дел               | Мамедъяров Эльмар Магеррам оглы | 31 октября 2008   | 22 октября 2013  |        | Беспартийный          |

### Председатели комитетов
| Должность                                                            | Ф.И.О.                        | Начало полномочий | Конец полномочий | Партия | Партия            |
| -------------------------------------------------------------------- | ----------------------------- | ----------------- | ---------------- | ------ | ----------------- |
| Государственный комитет по проблемам семьи, женщин и детей           | Гусейнова Хиджран Кямран кызы | 31 октября 2008   | 22 октября 2013  |        | Новый Азербайджан |
| Государственный комитет по работе с диаспорой                        | Ибрагимов Назим Гусейн оглы   | 31 октября 2008   | 22 октября 2013  |        | Беспартийный      |
| Государственный комитет по работе с религиозными учреждениями        | Оруджев Гидаят Худуш оглы     | 31 октября 2008   | 31 мая 2012      |        | Беспартийный      |
| Государственный комитет по делам беженцев и вынужденных переселенцев | Гасанов Али Шамиль оглы       | 31 октября 2008   | 22 октября 2013  |        | Новый Азербайджан |
| Государственный комитет по управлению государственным имуществом     | Гасанов Керем Аваз оглу       | 31 октября 2008   | 22 октября 2013  |        | Новый Азербайджан |